# Кауинши
Кауинши́ (каз. Қауыншы) — село у складі Келеського району Туркестанської області Казахстану. Входить до складу сільського округу Алпамис-батира.
Населення — 2229 осіб (2021; 1735 у 2009, 1217 у 1999, 811 у 1989).